# Luna 1
Luna 1 (E-1 No.4), também conhecido em russo como Мечта ou "Sonho", foi a primeira sonda bem-sucedida do Programa Luna (um projeto soviético). A sua missão, lançada em Janeiro de 1959, foi a primeira a chegar perto (cerca de 6 mil km) da Lua com sucesso, retornando muitas fotografias.

## Missão
Enquanto trafegava fora do cinturão de radiação Van Allen, o cintilador da espaçonave detectou um pequeno número de partículas subatômicas fora do cinturão. Além disso, foram feitas outras descobertas sobre o cinturão de radiação e o espaço exterior. Não foi detectado nenhum campo magnético na Lua. Foram efetuadas as primeiras observações e medições dos ventos solares, que é um grande fluxo de plasma ionizado emanado do Sol que se espalha pelo espaço interplanetário. Essa concentração de plasma ionizado, foi medida, e ficou em torno de 700 partículas por cm3 à distância de 20 a 25 mil km e cerca de 300 a 400 partículas por cm3 à distância de 100 a 150 mil km. Essa espaçonave também executou a primeira comunicação de rádio a distância de 500 mil km da Terra.
Um mau funcionamento no sistema de controle em terra causou um erro no tempo de ignição do foguete, e a espaçonave errou o seu alvo, passando a 5,9 mil km da Lua no ponto de maior aproximação. Depois disso, a Luna 1 se tornou o primeiro objeto feito pelo homem a entrar em órbita heliocêntrica e foi considerado um "novo planeta" sendo rebatizado para Mechta ("Sonho"). A sua órbita ficou entre a da Terra e a de Marte. O nome "Luna-1" foi aplicado de forma retroativa anos mais tarde. O nome "Luna-1" é também considerado como "primeiro foguete cósmico", em referência ao fato de ter atingido a velocidade de escape.

## Lançamento
O Luna 1 foi lançado às 16h41 GMT (22h41 hora local) em 2 de janeiro de 1959 do Site 1/5 no Cosmódromo de Baikonur por um foguete Luna 8K72. Os primeiros três estágios operaram nominalmente. Os engenheiros soviéticos não confiavam em sistemas automatizados para controlar a queima do motor, então eles se comunicaram com o foguete via rádio. O sinal para parar de disparar o estágio do Bloco E do motor foi enviado tarde demais, e transmitiu 175 m/s extras para a Lua 1. Consequentemente, o Luna 1 errou seu alvo por 5 995 quilômetros (3 725 milhas). A espaçonave passou a 5 995-6 400 quilômetros da superfície da Lua em 4 de janeiro, após 34 horas de voo, e se tornou o primeiro objeto feito pelo homem a deixar a órbita da Terra em 6 de janeiro. Luna 1 ficou sem bateria em 5 de janeiro de 1959, quando estava a 597 000 quilômetros (371 000 milhas) da Terra, tornando impossível rastrear. As baterias foram projetadas para um mínimo de 40 horas, mas duraram 62.
Luna 1 se tornou o primeiro objeto artificial a atingir a velocidade de escape da Terra, junto com o estágio superior de seu foguete portador de 1 472 quilogramas, do qual se separou após ser a primeira espaçonave a atingir a órbita heliocêntrica. Ele permanece em órbita ao redor do Sol, entre as órbitas da Terra e de Marte.

## Resultados da experiência
Às 00h57 GMT do dia 3 de janeiro de 1959, a uma distância de 113 000 quilômetros da Terra, 1 quilograma de gás sódio foi liberado pela espaçonave, formando uma nuvem atrás dela para servir como um cometa artificial. A nuvem foi lançada com duas finalidades: permitir o rastreamento visual da trajetória da espaçonave e observar o comportamento do gás no espaço. Este rastro de gás laranja brilhante, visível sobre o Oceano Índico com o brilho de uma estrela de sexta magnitude por alguns minutos, foi fotografado por Mstislav Gnevyshev na Estação da Montanha do Observatório Astronômico Principal da Academia de Ciências do URSS perto de Kislovodsk.
Ao viajar pelo cinturão de radiação de Van Allen externo, o cintilador da espaçonave fez observações indicando que um pequeno número de partículas de alta energia existe no cinturão externo. As medições obtidas durante esta missão forneceram novos dados sobre o cinturão de radiação da Terra e o espaço sideral. A nave foi incapaz de detectar um campo magnético lunar que colocava um limite superior em sua força de 1/10 000 da Terra. As primeiras observações diretas e medições do vento solar, um forte fluxo de plasma ionizado emanando do Sol e fluindo através do espaço interplanetário, foram realizadas. Essa concentração de plasma ionizado foi medida em cerca de 700 partículas por cm3 em altitudes de 20 000–25 000 km e 300 a 400 partículas por cm3 em altitudes de 100 000-150 000 km. A espaçonave também marcou a primeira instância de comunicação de rádio na distância de meio milhão de quilômetros.

## Reação
Alguns duvidaram da veracidade da alegação dos soviéticos de sucesso na missão. Lloyd Malan escreveu sobre isso em um livro chamado The Big Red Lie. Muitos no Ocidente não receberam transmissões da espaçonave, embora os soviéticos as divulgassem antes do voo. No momento em que a Terra girou para que os cientistas na América pudessem captar os sinais da espaçonave, ela já estava a 171 000 quilômetros de distância.
A União Soviética emitiu selos para comemorar seu sucesso.